# التیم، بیبراخ
التیم، بیبراخ (به آلمانی: Altheim, Biberach) یک شهرداری در آلمان است که در Biberach واقع شده‌است.

## خصوصیات
التیم ۲۳٫۷۴ کیلومترمربع مساحت دارد ۵۴۱ متر بالاتر از سطح دریا واقع شده‌است.